# NGC 7058
NGC 7058 је група звезда у сазвежђу Лабуд која се налази на NGC листи објеката дубоког неба.
Деклинација објекта је + 50° 48' 28" а ректасцензија 21h 21m 48,3s. Привидна величина (магнитуда) објекта NGC 7058 износи 12,7.